# Flecha Brabanzona 2021
La 61.ª edición de la clásica ciclista Flecha Brabanzona fue una carrera en Bélgica que se celebró el 14 de abril de 2021 sobre un recorrido de 201,7 kilómetros con inicio el municipio de Lovaina y final en la ciudad de Overijse.
La carrera formó parte del UCI ProSeries 2021, calendario ciclístico mundial de segunda división, dentro de la categoría UCI 1.Pro y fue ganada por el británico Thomas Pidcock del INEOS Grenadiers. Completaron el podio, como segundo y tercer clasificado respectivamente, el belga Wout van Aert del Jumbo-Visma y el italiano Matteo Trentin del UAE Emirates.

## Equipos participantes
En esta ocasión formaron parte de la carrera 23 equipos, 17 de categoría UCI WorldTeam y 6 de categoría UCI ProTeam. Formaron así un pelotón de 158 ciclistas de los que acabaron 112. Los equipos participantes fueron:
| WorldTeams (17)- AG2R Citroën Team - Bora-Hansgrohe - Bahrain Victorious - Cofidis - Deceuninck-Quick Step - EF Education-Nippo - Groupama-FDJ - Ineos Grenadiers - Intermarché-Wanty-Gobert Matériaux - Israel Start-Up Nation - Lotto Soudal - Team BikeExchange - Team DSM - Jumbo-Visma - Qhubeka Assos - Trek-Segafredo - UAE Team Emirates ProTeams (6)- Alpecin-Fenix - B&B Hotels p/b KTM - Bingoal Pauwels Sauces WB - Sport Vlaanderen-Baloise - Total Direct Énergie - Uno-X Pro Cycling Team |
| |

## Clasificación final
- La clasificación finalizó de la siguiente forma:[2]

| \| Clasificación general \| Clasificación general \| Clasificación general \| Clasificación general \| Clasificación general \| \| Ciclista \| Ciclista \| Equipo \| Tiempo \| \| \| --------------------- \| --------------------- \| --------------------- \| --------------------- \| --------------------- \| \| 1.º \| Thomas Pidcock \| Ineos Grenadiers \| 4 h 36 min 27 s \| \| \| 2.º \| Wout van Aert \| Jumbo-Visma \| + 0 s \| \| \| 3.º \| Matteo Trentin \| UAE Team Emirates \| + 2 s \| \| \| 4.º \| Ide Schelling \| Bora-Hansgrohe \| + 7 s \| \| \| 5.º \| Toms Skujiņš \| Trek-Segafredo \| + 7 s \| \| \| 6.º \| Robert Stannard \| BikeExchange \| + 7 s \| \| \| 7.º \| Dylan Teuns \| Bahrain Victorious \| + 7 s \| \| \| 8.º \| Benoît Cosnefroy \| AG2R Citroën Team \| + 7 s \| \| \| 9.º \| Oscar Riesebeek \| Alpecin-Fenix \| + 7 s \| \| \| 10.º \| Andreas Leknessund \| Team DSM \| + 12 s \| \| |                    |                    |                 |
| |                    |                    |                 |
| Fuente: ProCyclingStats |                    |                    |                 |
| Clasificación general |                    |                    |                 |
| Ciclista | Ciclista           | Equipo             | Tiempo          |
| 1.º | Thomas Pidcock     | Ineos Grenadiers   | 4 h 36 min 27 s |
| 2.º | Wout van Aert      | Jumbo-Visma        | + 0 s           |
| 3.º | Matteo Trentin     | UAE Team Emirates  | + 2 s           |
| 4.º | Ide Schelling      | Bora-Hansgrohe     | + 7 s           |
| 5.º | Toms Skujiņš       | Trek-Segafredo     | + 7 s           |
| 6.º | Robert Stannard    | BikeExchange       | + 7 s           |
| 7.º | Dylan Teuns        | Bahrain Victorious | + 7 s           |
| 8.º | Benoît Cosnefroy   | AG2R Citroën Team  | + 7 s           |
| 9.º | Oscar Riesebeek    | Alpecin-Fenix      | + 7 s           |
| 10.º | Andreas Leknessund | Team DSM           | + 12 s          |

## UCI World Ranking
La Flecha Brabanzona otorgó puntos para el UCI World Ranking para corredores de los equipos en las categorías UCI WorldTeam, UCI ProTeam y Continental. Las siguientes tablas muestran el baremo de puntuación y los 10 corredores que obtuvieron más puntos:
| Posición              | 1.º | 2.º | 3.º | 4.º | 5.º | 6.º | 7.º | 8.º | 9.º | 10.º | 11.º | 12.º | 13.º | 14.º | 15.º | 16.º-30.º | 31.º-40.º |
| Clasificación general | 200 | 150 | 125 | 100 | 85  | 70  | 60  | 50  | 40  | 35   | 30   | 25   | 20   | 15   | 10   | 5         | 3         |

| Clasificación |                    |                    |         |
| Posición      | Ciclista           | Equipo             | General |
| ------------- | ------------------ | ------------------ | ------- |
| 1.º           | Thomas Pidcock     | INEOS Grenadiers   | 200     |
| 2.º           | Wout van Aert      | Jumbo-Visma        | 150     |
| 3.º           | Matteo Trentin     | UAE Emirates       | 125     |
| 4.º           | Ide Schelling      | Bora-Hansgrohe     | 100     |
| 5.º           | Toms Skujiņš       | Trek-Segafredo     | 85      |
| 6.º           | Robert Stannard    | BikeExchange       | 70      |
| 7.º           | Dylan Teuns        | Bahrain Victorious | 60      |
| 8.º           | Benoît Cosnefroy   | AG2R Citroën       | 50      |
| 9.º           | Oscar Riesebeek    | Alpecin-Fenix      | 40      |
| 10.º          | Andreas Leknessund | DSM                | 35      |